# Medalha de Ouro Albert B. Sabin
A Medalha de Ouro Albert B. Sabin (em inglês:  Albert B. Sabin Gold Medal) é concedida anualmente pelo Sabin Vaccine Institute em reconhecimento a trabalho na área da vacinologia ou um campo complementar. É denominada em memória do trabalho pioneiro de Albert Bruce Sabin.

## Recipientes
- 1994: Donald Henderson
- 1995: Robert Merritt Chanock
- 1996: Joseph Louis Melnick
- 1997: Maurice Hilleman[2]
- 1998: Myron M. Levine
- 1998: Allen Steere
- 1999: Philip K. Russell
- 2000: Ciro de Quadros
- 2001: John Bennett Robbins
- 2002: Stanley Plotkin
- 2003: Samuel Katz
- 2004: William S. Jordan, Jr.
- 2005: Albert Kapikian
- 2006: William Foege
- 2007: Hilary Koprowski
- 2008: Ruth Sonntag Nussenzweig
- 2009: Rino Rappuoli[3]
- 2010: John D. Clemens[4]
- 2011: Douglas R. Lowy e John T. Schiller
- 2012: Marc LaForce
- 2013: Anne Gershon[5]
- 2014: Mathuram Santosham[6]
- 2015: Roger I. Glass
- 2016: George Siber[7]